# Parque nacional de Badiar
El parque nacional Badiar (en francés: Parc national du Badiar) es un parque nacional en Guinea, en la frontera con Senegal y contiguo al mucho mayor parque nacional Niokolo-Koba de Senegal. Fue establecido el 30 de mayo de 1985 (por la ordenanza N°124/PRG/85),  en parte como respuesta a la preocupación del Senegal por la caza furtiva en el parque nacional Niokolo-Koba. Badiar es un parque de categoría II de la Unión Internacional para la Conservación de la Naturaleza.
El parque consta de dos áreas separadas: el sector Mafou de 554.0 kilómetros cuadrados (213.9 millas cuadradas) y el sector Kouya de 674.0 kilómetros cuadrados (260.2 millas cuadradas). También hay un sector de amortiguamiento de 5.916 kilómetros cuadrados (2.284 millas cuadradas) en todo el sector de Mafou. Los principales ríos son el Koulountou (uno de los dos afluentes principales del río Gambia) y el Mitji. La precipitación anual promedia de 1,000 a 1,500 milímetros (39 a 59 pulgadas), principalmente durante la temporada de lluvias de junio a octubre.
El parque es un ecosistema importante, con una gran variedad de especies de vertebrados y plantas vasculares. Es una de las tres áreas centrales de la Reserva de la Biosfera Badiar, establecida en 2002 y que abarca 2.843 kilómetros cuadrados (1.098 millas cuadradas), que también incluye el bosque vecino del sur de Badiar y el bosque de Ndama. El terreno incluye sabana, bosques abiertos y bosque de galería. La parte oriental del parque contiene matorral, mientras que la parte occidental se caracteriza por sabana boscosa y bosque abierto. Las especies de plantas en peligro incluyen a Ceiba pentandra, Cassia sieberiana y Combretum micranthum. Las especies animales en peligro encontradas dentro del parque incluyen el colobo rojo occidental, el chimpancé común, la cigüeña blanca, la pitón de roca africana y la pitón de bola. Otras especies residentes incluyen el elefante africano, el antílope ruano, el kob, el leopardo, la hiena manchada y el babuino.